# Lucie Delarue-Mardrus

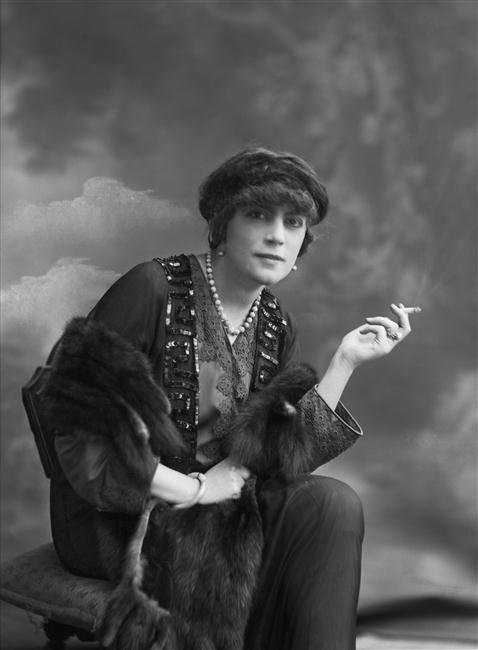
Lucie Delarue-Mardrus, Porträt mit Zigarette (1914)

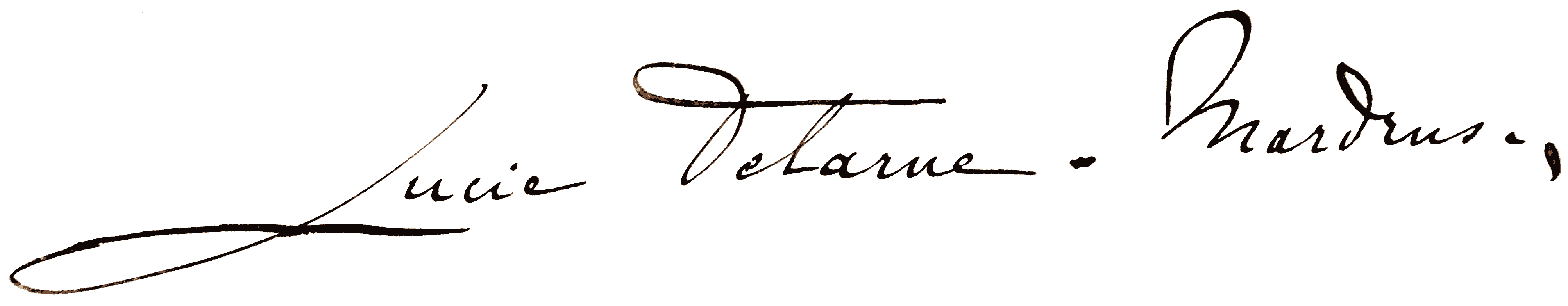

Lucie Delarue-Mardrus, auch bekannt unter ihrem Pseudonym Princesse Amande, (geb. 3. November 1874 in Honfleur; gest. 26. April 1945 in Château-Gontier) war eine französische Dichterin, Romanautorin, Journalistin, Historikerin, Bildhauerin und Zeichnerin.

## Herkunft und Leben

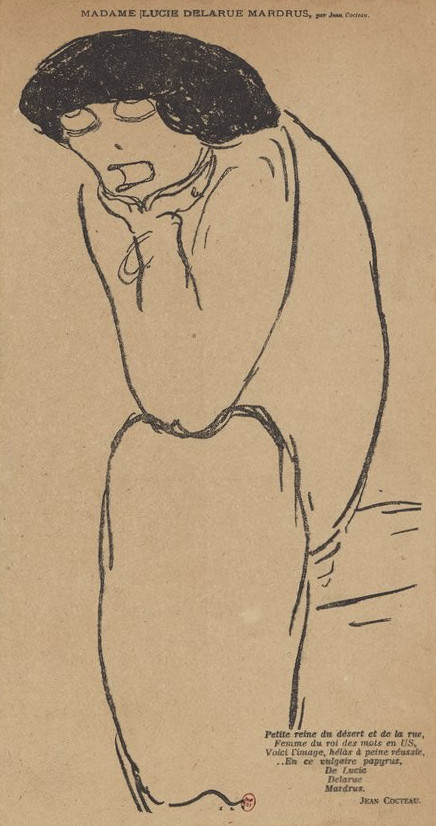
Madame Lucie Delarue-Mardrus von Jean Cocteau

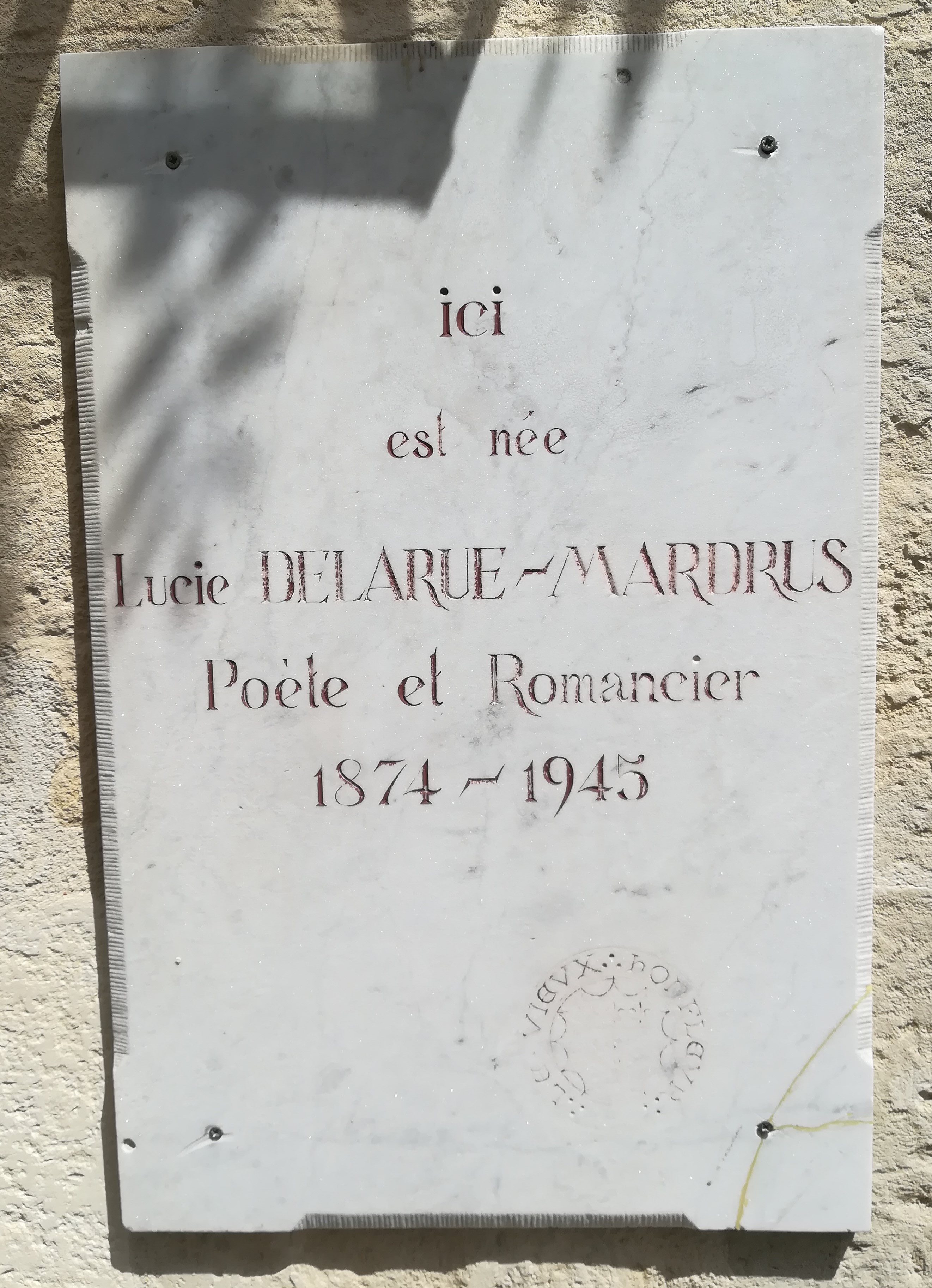
Inschriftentafel am Geburtshaus von Lucie Delarue-Madrus in der Adresse 44 Rue des Capucins in Honfleur.

Lucie war die jüngste von sechs Töchtern bzw. Kindern des Rechtsanwalts Georges Delarue (* 12. Oktober 1841 in Évreux; † 1910) und Marie Louise Jazet (* 16. November 1841). Sie wuchs in einer bürgerlichen Umgebung auf, in der sie Musik und Englisch lernte. 1880 zog die Familie nach Paris und verkehrte in den Künstlerkreisen der Hauptstadt, sowohl musikalisch als auch literarisch.
Nachdem ihre Eltern dem Hauptmann Philippe Pétain die Hand der Frau, die man “Prinzessin Mandel” nannte, verweigert hatten, heiratete sie am 5. Juni 1900 im 2. Arrondissement von Paris den Orientalisten Joseph-Charles Mardrus.  Mit ihm unternahm sie zahlreiche Reisen nach Nordafrika, Ägypten, Syrien, in die Türkei und nach Italien, über die sie fotografische Reportagen und Erzählungen verfasste.
Im Juli 1914 fertigte Raphaël-Schwartz (1874–1942) ein Porträt in Form einer Marmorbüste an.

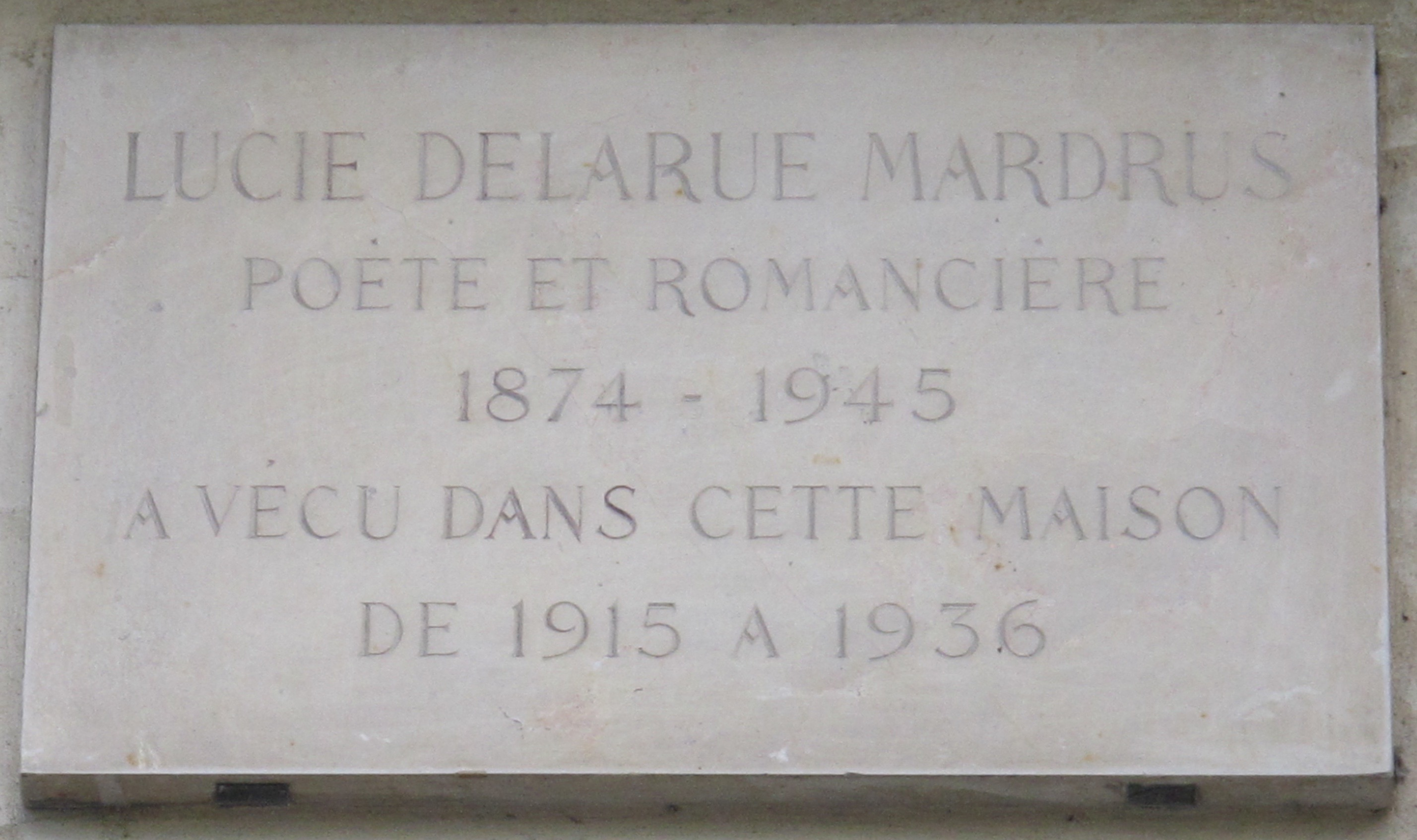
Inschriftentafel Lucie Delarue-Mardrus in der 17 Quai Voltaire im 7. Arrondissement in Paris.

Während des Ersten Weltkriegs arbeitet Lucie Delarue-Mardrus als Krankenschwester in Honfleur im Krankenhaus Nr. 13. Um 1915 ließ sie sich scheiden und zog in die Wohnung Nr. 17 bis quai Voltaire im (7. Arrondissement von Paris), wo sie von 1915 bis 1936 lebte und heute eine Gedenktafel an sie erinnert. Zu dieser Zeit veröffentlichte sie zahlreiche Schriften und hielt Vorträge.
1927 nahm sie an der französischen Meisterschaft im Frauenschach in Paris teil.
Später wohnte sie in der 44 Rue des Capucins in Honfleur, wo sich heute ein Hotel befindet. Ab 1942 lebte sie die letzten drei Jahre ihres Lebens zurückgezogen in Château-Gontier. Sie starb am 26. April 1945 und wurde auf dem Friedhof Sainte-Catherine in Honfleur beerdigt.
Um Lucie Delarue-Mardrus zu beschreiben, schrieb einer ihrer Bewunderer u. a. folgende Zeilen:

„Sie ist bezaubernd. Sie modelliert, reitet zu Pferd, liebt eine Frau, dann eine andere und noch eine andere. Sie konnte sich von ihrem Mann befreien und hat sich nie auf eine zweite Ehe oder die Eroberung eines anderen Mannes eingelassen.“

## Literarisches Wirken

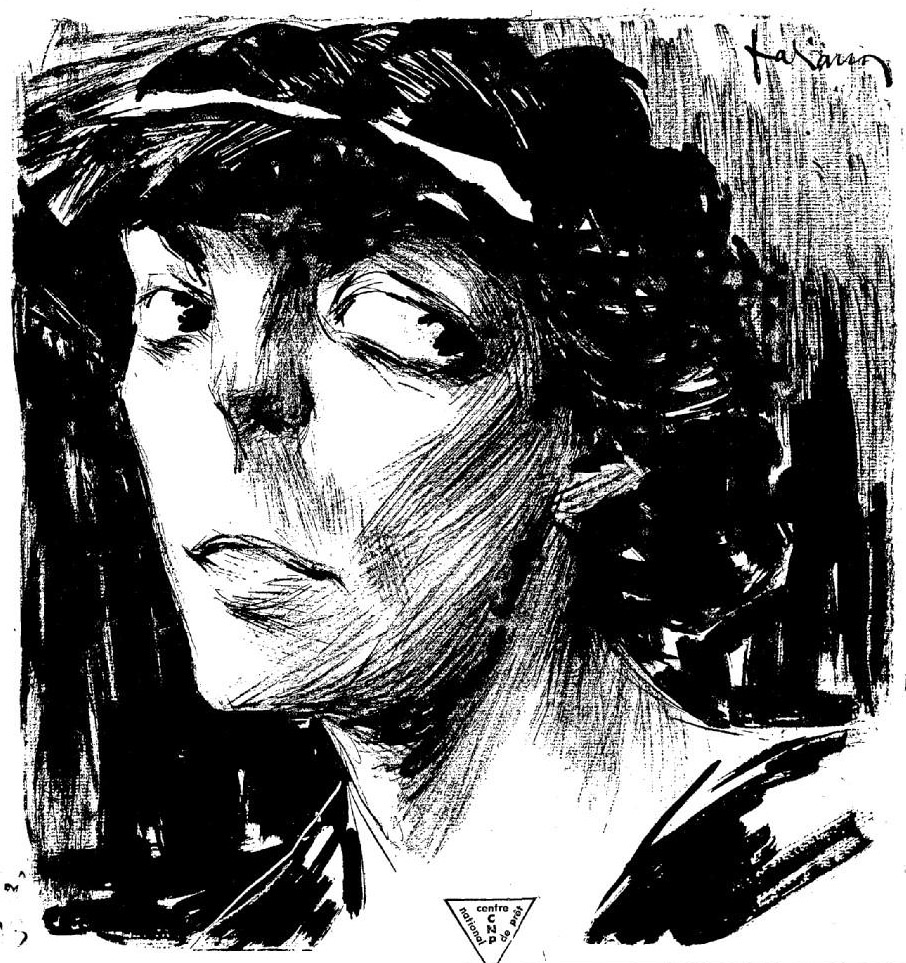
Karikatur, die in der wöchentlichen Broschüre Les Hommes du jour im Jahr 1911 erschien.

Die Schriften Lucie Delarue-Mardrus, die 80 Romane, Gedichtsammlungen (Occident, 1901; Ferveur, 1902; Horizons, 1904; La Figure de proue, 1908), Erzählungen (Le Roman de six petites filles, 1909; die l’Ex-voto, 1921), Biografien, Mémoires (1938), Märchen, Kurzgeschichten, Reiseberichte, Versstücke (Thoborge, reine de mer, 1905) und Theaterstücke (Sapho désespérée, 1906) umfasst, offenbaren einerseits eine äußerst produktive Autorin, als auch andererseits eine „Malerin des intimen Lebens und der Natur“.

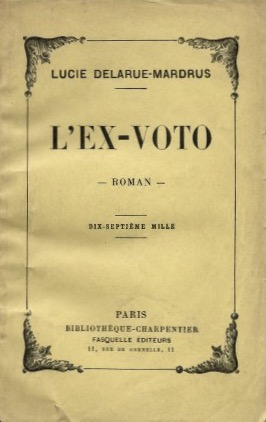
L'Ex-voto (1932)

Ihre Schriften drücken den Wunsch nach Flucht und ihre Liebe zu ihrer Heimat, der Normandie, aus. L'Ex-voto ist eine einfühlsame Beschreibung der Umgebung und des Lebens der Fischer von Honfleur zu Beginn des 20. Jahrhunderts. Sie verfasste auch wöchentliche Kolumnen, Literatur- und Musikkritiken sowie Vorträge in Annalen, die in der Presse erschienen. In ihren letzten Lebensjahren stellte sie auf dem Salon der Société nationale des beaux-arts Skulpturen aus, darunter Danseurs nus (Statuette), Dame Patricia, son nègre et son galant (Gruppe) oder Deux danseuses et un indifférent (deutsch Zwei Tänzerinnen und ein Gleichgültiger). Im Wintersalon 1936 stellte sie ein Selbstporträt N° 46 aus.

## Auszeichnung
1936 erhielt sie als erste den Renée-Vivien-Preis für Dichterinnen.

## Gesamtwerk

### Poesie
- Occident, Paris : éditions de la Revue blanche, 1901. OCLC 2892874
- Ferveur, Paris : éditions de la Revue blanche, 1902.[11]
- Horizons, Paris : E. Fasquelle, 1904. OCLC 156065187
- La Figure de proue, Paris : E. Fasquelle, 1908.[12]
- Souffles de tempête,  Paris : E. Fasquelle, 1918.[13]
- À Maman, Paris : E. Fasquelle,1920. OCLC 1199959297
- Poèmes mignons pour les enfants, Paris : Gedalge, 1929. OCLC 459134548
- Les sept douleurs d'octobre, Paris : Ferenczi et fils, 1930. OCLC 15682797
- Mort et Printemps, Paris : A. Messein, 1932. OCLC 878297338
- Temps présents, Paris : Les Cahiers d'art et d'amitié, 1939. OCLC 459134572
- Nos secrètes amours, 1951.[14][15]

### Novellen
- La Pirane in Les Œuvres libres n°117, Paris : Fayard, 1931.[16]
- Passions américaines et autres, Paris : Ferenczi et fils, 1934. OCLC 5206177
- Le Cœur sur l'ardoise, Rouen : Maugard, 1941. OCLC 459134433

### Biografien
- Sainte Thérèse de Lisieux, Paris : E. Fasquelle, 1926. OCLC 444581302
- Les Amours d’Oscar Wilde, Paris, Flammarion, 1929.[17]
- Le Bâtard, vie de Guillaume le Conquérant, Paris : E. Fasquelle, 1931. OCLC 459134382
- Eve Lavallière, Paris : Albin Michel, 1935. OCLC 459134454
- La Petite Thérèse de Lisieux,Paris : Fasquelle, 1937. OCLC 838938567

### Essays
- Aurel et le procès des mondains : conférence dite le 29 avril 1921 au Théâtre de la Renaissance, Paris : J. Povolozky & Cie, 1921. OCLC 459134367
- Embellissez-vous, Paris : Éditions de France, 1926. OCLC 16582621
- Le Cheval, Paris : Nouvelle société d'édition, 1930. OCLC 906986688
- L’Amérique chez elle, Paris : éditions Albert, 1933. OCLC 491335933
- Rouen, Rouen : éd. Henri Defontaine, 1935.[18]
- Up to date : essai sur la jeunesse française contemporaine, Paris : R. Allou, 1936. OCLC 6991898
- El Arab, l'Orient que j'ai connu, éd. Lugdunum, Lyon, 1944. (Online bei Wikisource)

### Romane
- Marie, fille-mère, Paris : E. Fasquelle, 1908. OCLC 702358480
- Le Roman de six petites filles,  Paris : E. Fasquelle, 1909. OCLC 459134558
- L'Acharnée, Paris : E. Fasquelle,1910. OCLC 81153893
- Comme tout le monde, J. Tallandier, 1910.[19]
- Par vents et marées, Paris : E. 1910. OCLC 459134534
- Tout l'amour, Paris : E. Fasquelle, 1911. OCLC 459134575
- L'Inexpérimentée, Paris : E. Fasquelle, 1912. OCLC 832157750
- La monnaie de singe, Paris : E. Fasquelle, 1912. OCLC 467982997
- Douce Moitié, Paris : E. Fasquelle, 1913. OCLC 84474459
- Un Cancre, Paris : E. Fasquelle, 1914. OCLC 459134388
- Un Roman civil en 1914, Paris : E. Fasquelle, 1916. OCLC 459134556
- Deux amants, Paris : E. Fasquelle, 1917. OCLC 459134438
- L'Âme aux trois visages, Paris : E. Fasquelle, 1919. OCLC 417664264[20]
- Toutoune et son amour, Paris : Albin Michel, 1919. OCLC 1044326764
- Le Château tremblant, Paris : J. Ferenczi, 1920. OCLC 459134394
- Les Trois Lys, Paris : J. Ferenczi, 1920. OCLC 459134588
- L'Apparition, Paris : J. Ferenczi, 1921. OCLC 7228774
- L’Ex-voto, Paris : E. Fasquelle, 1922. OCLC 5176567[21]
- Le Pain blanc, Paris : J. Ferenczi, 1923. OCLC 799106679[22]
- La Cigale, Paris : Fayard, 1924. OCLC 898903585[23]
- La Mère et le Fils, Paris : J. Ferenczi, 1924. OCLC 1175984774[24]
- À côté de l’amour, 1925. OCLC 25673893[25]
- Hortensia dégénéré, roman inédit et complet in Les Œuvres libres n°50, Paris : Fayard, 1925. OCLC 717398267
- Graine au vent, Paris : Ferenczi, 1925. OCLC 468741019[26]
- La Petite Fille comme ça, Paris : Ferenczi, 1927. OCLC 476195436
- Rédalga, Paris : Ferenczi, 1928. OCLC 864752527[27]
- Amanit , Paris : l'Illustration, 1928.[28]
- Le Beau Baiser, 1929. OCLC 681384798
- Anatole, Paris : Ferenczi et fils, 1930. OCLC 1044294584
- L’Ange et les Pervers, Paris : Ferenczi et fils, 1930. OCLC 5969141
- L’Amour à la mer, Paris : A. Lemerre, 1931. OCLC 459134321
- L’Autre Enfant, Paris : Ferenczi et fils,1931. OCLC 459134377
- François et la Liberté, Paris : Ferenczi et fils, 1933. OCLC 5948687[29]

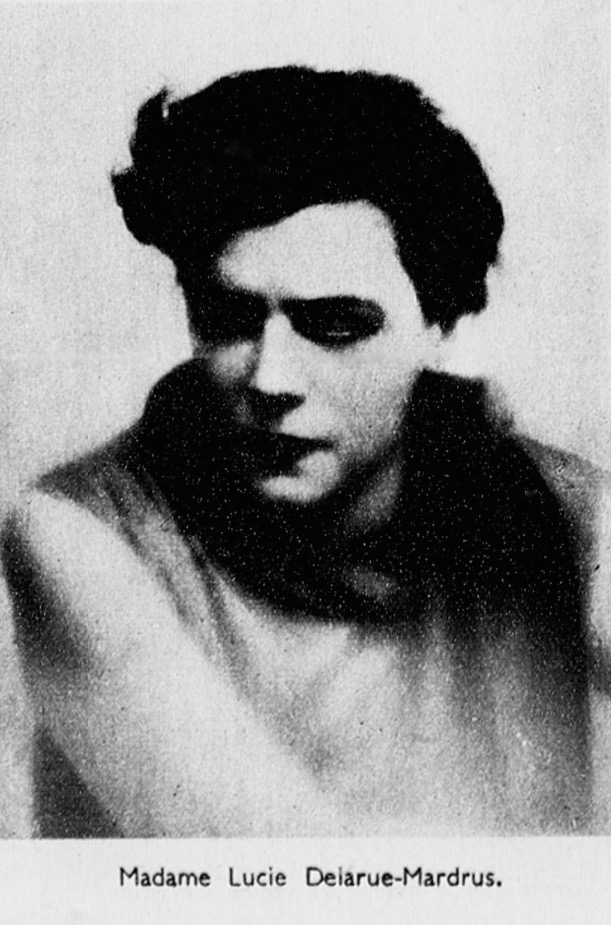
Foto von Lucie Delarue-Mardrus im Magazin Les Dimanches de la femme vom 15. Juli 1934.

- L’Enfant au coq, Paris : Ferenczi, 1934. OCLC 459134449[31]
- Une femme mûre et l'amour. [9e mille.]., Paris : Ferenczi et fils, 1935. OCLC 459134467
- L’Amour attend, Paris : L'Illustration, 1935. OCLC 762658804[32]
- Chênevieil, Paris : Ferenczi, 1936. OCLC 459134398
- Roberte n° 10.530, Paris : Ferenczi, 1937. OCLC 459134553
- Fleurette, Paris : L'Illustration, 1938. Illustriert von L.-P. Pouzargues. OCLC 421958467
- L'hermine passant : roman inédit, Paris : Ferenczi et fils, 1938. OCLC 7826447
- La Girl, Paris : Ferenczi et fils, 1939. Original-Holzschnitte von J. Grange-L. OCLC 459134484
- L’Homme du rêve, Paris : Collection "Pour oublier la vie" n°5, 1939. OCLC 459134507
- Peaux d’lapins, Genève : éditions de la Frégate, 1944. OCLC 902559670
- Le Roi des reflets, Paris : Ferenczi, 1945. OCLC 41445484
- Verteil et ses amours, Paris : éditions Self, 1945. OCLC 417664259
- La Perle magique, Paris : éditions Baudinière, 1945. OCLC 459134539

## Weitere Publikationen

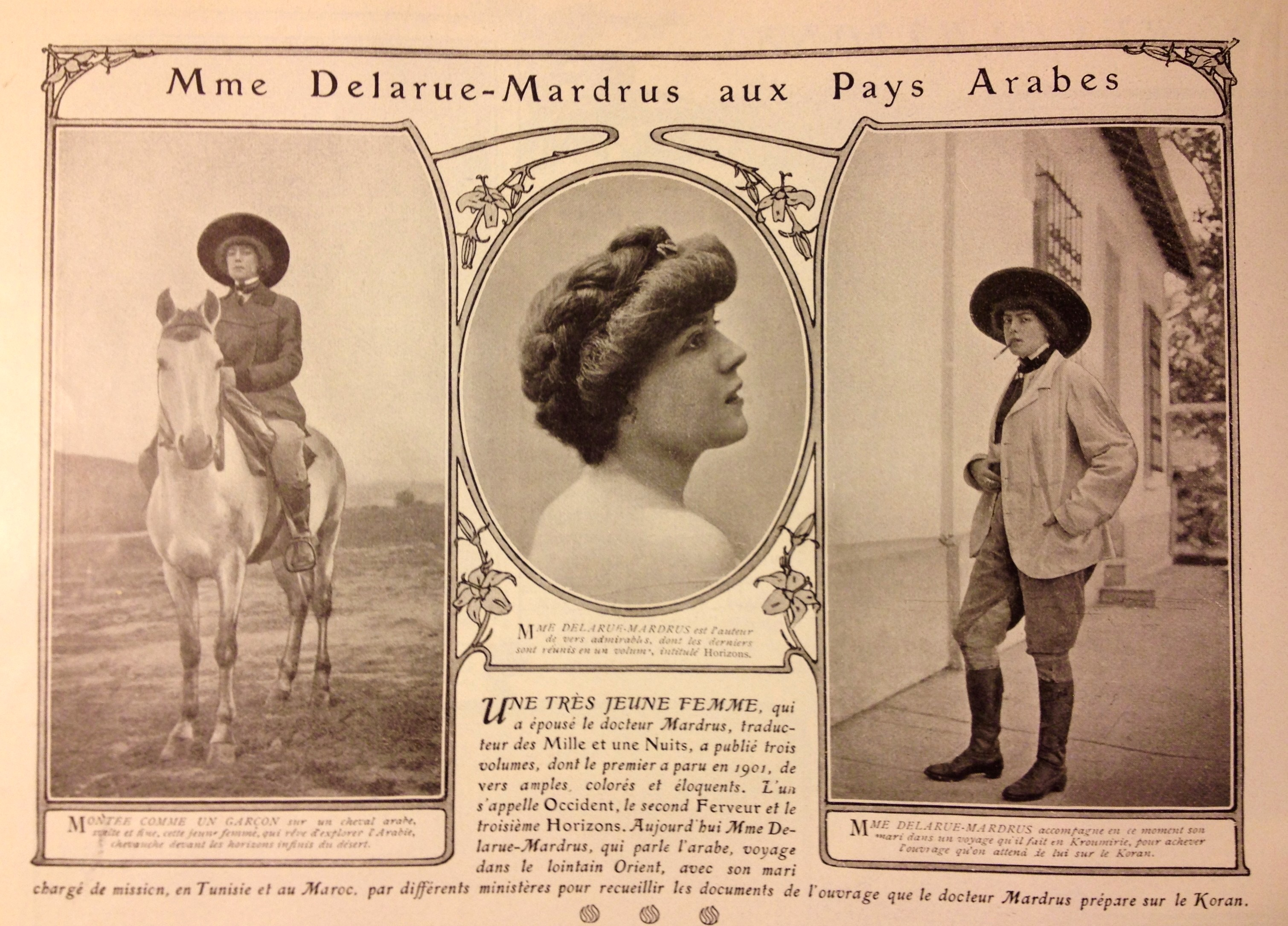
Lucie Delarue-Mardrus, La Vie Heureuse, September 1905.

- Amour et folie, Paris : J. Ferenczi, 1921. OCLC 459134338

- La Quatrième Eve, 1932 (Theater).

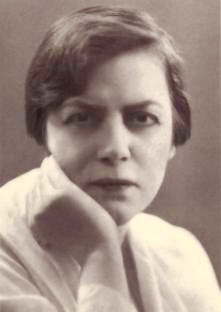
Lucie Delarue-Mardrus (1940)

- La plus belle preuve d'amour in Les Dimanches de la femme : supplément de la "Mode du jour", Paris, 25. August 1935, S. 3. (Lire en ligne sur Gallica)
- Mes mémoires souvenirs littéraires, Paris : Revue des deux mondes, März 1938. (lire en ligne son autobiographie sur le site de la revue le volume 1 et le volume 2)
- Mes mémoires, Paris : Gallimard, 1938 (Autobiografie). OCLC 760406093
- Lumières de Honfleur, éd. Vialetay, 1964 (mit Illustrationen von André Hambourg).
- À un nuage : partition pour mezzo-soprano et pour piano, musique de José de Cor-de-Lass ; poésie de Lucie Delarue ; ill. par P. Borie ; E. Gallet (Paris), 1895.[33]